# Atsugewi
L'atsugewi és una llengua indígena extinta de la família palaihnihana, parlada anteriorment pels atsugewis del nord-est de Califòrnia, a Hat Creek i Dixon Valley. El 1962, quedaven només quatre parlants ancians del grup ètnic atsugewi, en aquells dies format per 200 membres. El darrer d'ells va morir el 1988. El darrer parlant nadiu fluent fou Medie Webster; el 1988, altres membres tribals coneixien algunes expressions de la llengua. Per a un sumari de la documentació dels atsugewi vegeu Golla (2011: 98-99).
L'atsugwi està emparentat amb l'achumawi, juntament amb el qual forma el grup palihnihà, que se suposa que està relacionat amb les llengües hoka. L'autoglotònim és atsugé, i el sufix -wi procedeix de l'achumawi i se sufixa erròniament al terme original.

## Fonologia
L'atsugewi té 32 consonants, la majoria d'aquestes apareixen en parells de consonant no glotalitzada i el seu corresponent glotalitzat. Les oclusives i les africades tenen, a més, l'oposició d'aspiració (excepte l'oclusiva glotal):
|            |          | Bilabial | Alveolar | Palatal | Velar | Uvular | Glotal |
| ---------- | -------- | -------- | -------- | ------- | ----- | ------ | ------ |
| Nasal      | simple   | m        | n        |         |       |        |        |
| Nasal      | glot.    | mˀ       | nˀ       |         |       |        |        |
| Oclusiva   | simple   | p        | t        |         | k     | q      | ʔ      |
| Oclusiva   | ejectiva | pʼ       | tʼ       | tʃʼ     | kʼ    | qʼ     |        |
| Oclusiva   | aspirada | pʰ       | tʰ       | tʃʰ     | kʰ    | qʰ     |        |
| Fricativa  | simple   |          | s        |         |       |        | h ɦ    |
| Fricativa  | Ejectiva |          | sʼ       |         |       |        |        |
| Vibrant    | simple   |          | r        |         |       |        |        |
| Vibrant    | glot.    |          | rˀ       |         |       |        |        |
| Aproximant | simple   |          | l        | j       | w     |        |        |
| Aproximant | glot.    |          | lˀ       | jˀ      | wˀ    |        |        |
L'atsugewi té només tres vocals /a/, /o/, /i/. També existeixen els sons [i] o [o], encara que es tracta d'al·lòfons de /i/ i /o/, respectivament, i no de fonemes independents. Encara que L. Talmy (1972) va argumentar que existeixen pocs casos com la paraula ce 'ull(s)', en què la i sembla analitzable com a fonema independent.